# Новомухаметово
Новомухаметово (баш. Яңы Мөхәмәт) — деревня в Кигинском районе Республики Башкортостан Российской Федерации. Входит в состав Ибраевского сельсовета. 

## География

### Географическое положение
Находится на правом берегу реки Ай.
Расстояние до:
- районного центра (Верхние Киги): 24 км,
- центра сельсовета (Ибраево): 10 км,
- ближайшей ж/д станции (Сулея): 67 км.

## Население
| 2002 | 2009 | 2010 |
| ---- | ---- | ---- |
| 17   | ↘2   | ↗3   |

Национальный состав
Согласно переписи 2002 года, преобладающая национальность — башкиры (88 %).